# Maître de la Prédication de Lille
Le Maître de la prédication de Lille est un peintre anonyme flamand, actif entre 1520 et 1540 à Anvers. Il doit son nom à une Prédication de saint Jean Baptiste conservée au Palais des beaux-arts de Lille.

## Style

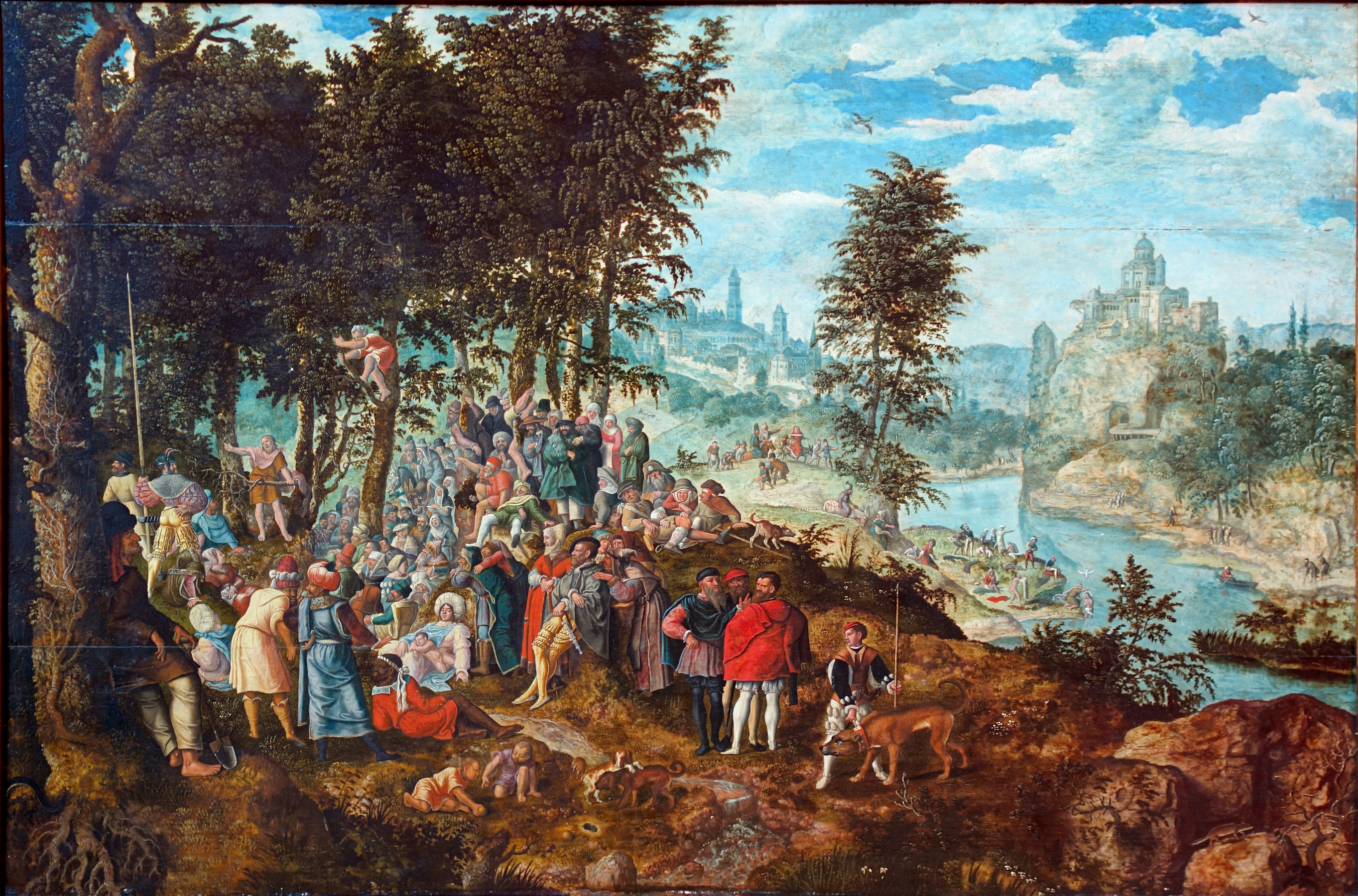
Prédication de saint Jean Baptiste, Palais des beaux-arts de Lille.

Après de nombreuses attributions (Patinir, Herri Met de Bles, Lucas Gassel...), Charles Sterling donne, à la fin des années 1960, le nom de Maître de la prédication de Lille à l'auteur du tableau détenu par le musée de Lille. Depuis lors, plusieurs œuvres lui ont été attribuées qui présentent des similitudes de style, plus naturaliste que chez ses devanciers, annonçant Pieter Brueghel l'Ancien.

## Œuvres attribuées
- Prédication de saint Jean Baptiste, Palais des beaux-arts de Lille
- Moïse frappant le rocher, Maagdenhuis, Anvers
- Paysage avec les pèlerins d’Emmaüs, Musée d’Art Mosan et d’Art Religieux, Liège
- (En collaboration avec le Maître de 1537) Le Portement de croix, vers 1550, h/b, 144 × 199 cm, musée des beaux-arts de Budapest[2].